# Vale do Rio Doce
Vale do Rio Doce é uma região geográfica do estado brasileiro de Minas Gerais, na Região Sudeste do país, correspondente ao leste mineiro. Abrange uma área de aproximadamente 41,8 mil km² e uma população de mais de 1,7 milhão de habitantes, segundo informações do Instituto Brasileiro de Geografia e Estatística (IBGE). Geograficamente, é constituída de um vale composto por duas depressões por onde corre o rio Doce, sendo uma interplanáltica e outra periférica.
A exploração da região teve início no século XVI, sob o contexto da busca por metais preciosos em Minas Gerais. No entanto, o desbravamento se intensificou somente no século XIX, após a publicação de Cartas Régias que incentivaram colonizadores, imigrantes e soldados a explorarem as terras e exterminarem os botocudos, nativos conhecidos por sua ferocidade. No século XX, a industrialização e a forte expansão da atividade agropecuária contribuíram com o abrupto crescimento populacional e a severa supressão da Mata Atlântica nativa, até então praticamente intocada.

## História

### Primórdios
Em 1572, o Brasil despertava interesse do governo português devido a relatos de pedras preciosas. A primeira exploração no Vale do Rio Doce, feita por Sebastião Fernandes Tourinho, conseguiu apresentar esmeraldas e safiras como resultado, mas a dificuldade de acesso levou ao desincentivo de outros forasteiros. No entanto, a descoberta de ouro em outras áreas de Minas Gerais foi o suficiente para atrair levas de exploradores para o estado entre 1693 e 1695.[carece de fontes?] Por consequência, o povoamento e a abertura de novas trilhas pelo Vale do Rio Doce chegaram a ser proibidos no século XVII, a fim de evitar o contrabando de ouro extraído na região central mineira. Além da proibição e da floresta fechada, o relevo montanhoso e a ferocidade dos índios botocudos também foram impedimentos para a colonização.
No final do século XVIII, com a decadência do ciclo do ouro, foi realizada uma exploração mais detalhada da região do rio Doce, que caracterizou o rio como uma importante via comercial. Na segunda metade do século XVIII, foi aberta uma estrada ligando Vila Rica (atual Ouro Preto, então capital da Província de Minas Gerais) a Cuieté, visando ao transporte do ouro extraído na região do atual município de Conselheiro Pena, cujo metal viria a se esgotar após 1780. Como não foi encontrado ouro em abundância, o caminho então passou a ser utilizado como ligação entre Ouro Preto e um presídio em Cuité e por isso ficou conhecido como Estrada do Degredo. A partir da existência dessa estrada, que também passava pelo colar metropolitano do Vale do Aço, surgiram novos focos de colonizações em municípios como Dionísio, Marliéria, Caratinga e Inhapim.
No século XIX foi intensificado o desbravamento das margens do rio Doce e de seus afluentes, o que levou ao surgimento dos primeiros núcleos urbanos. Atrelado aos incentivos governamentais ao processo de colonização, a publicação de Cartas Régias autorizou a exploração das terras e o extermínio dos indígenas em 1808. Prosseguiu-se então uma guerra contra os botocudos por meio de colonizadores, imigrantes e soldados. Em 1831, a publicação de uma Carta Régia proibiu ataques aos índios, mas a essa altura já se encontravam praticamente extintos.

### Desenvolvimento
Da Proclamação da República até a primeira década do século XX, a região do Vale do Rio Doce permaneceu, por meio do Porto de Figueira, como um lugar de trocas de produtos agropecuários da região por produtos industrializados de origem do litoral brasileiro. No começo do século XX a locação da Estrada de Ferro Vitória a Minas (EFVM) pela região acelerou a colonização. Em 1907, a EFVM chegou a região de Governador Valadares, colaborando para o desenvolvimento da região onde atualmente se localiza o município.
A implantação de estações ferroviárias deu origem a diversos núcleos urbanos ao longo da primeira metade do século. Esse processo foi intensificado a partir da década de 1930, quando vastas extensões de Mata Atlântica nativa da bacia começaram a ser desmatadas para a extração de madeira e produção de carvão destinadas a abastecer o complexo industrial da Belgo-Mineira, localizado em João Monlevade. A exploração era gerenciada no Calado, atual Coronel Fabriciano, situado às margens do rio Piracicaba.
O povoamento acelerou-se a partir da década de 1930, com o desenvolvimento econômico. A disponibilidade de ferrovia, cursos hídricos e matas para a extração de madeira foram fatores decisivos para a implantação da Acesita em Timóteo em 1944 e da Usiminas em Ipatinga em 1956, vizinhas a Coronel Fabriciano. A construção das usinas siderúrgicas acarretou um súbito crescimento urbano e populacional que deu origem à chamada Região Metropolitana do Vale do Aço. Com a implantação das indústrias seguiu-se a construção de vilas operárias nas cidades das empresas, infraestrutura e intensificação do desmatamento.
Nos anos seguintes, a EFVM foi reformada e, ao mesmo tempo, a malária foi erradicada pelo Serviço Especial de Saúde Pública. Também foi de grande importância a pavimentação da BR-381 e da BR-116. Os investimentos em infraestrutura e saneamento explicam o incremento de atividades econômicas, como a exploração de minerais e a chegada das primeiras indústrias na região.

### História recente
Em 1974, houve a formação da primeira comissão a favor do reconhecimento do Vale do Aço como uma aglomeração urbana, conquistando uma audiência com o então governador Rondon Pacheco em Belo Horizonte e a liberação de verbas para a execução do projeto. Neste ano foi criada a Associação dos Municípios da Microrregião do Vale do Aço (AMVA).
Dias seguidos de chuvas intensas em toda a bacia do rio Doce elevaram o nível do leito em 5,18 metros acima do normal na cidade de Governador Valadares durante a histórica enchente de fevereiro de 1979, gerando situação de calamidade com repercussão internacional.
Em 1995, foi proposta a criação da Região Metropolitana do Vale do Aço através de um projeto de lei estadual, que em 1998 foi transformado em lei complementar.
Em dezembro de 2013, a região foi atingida por chuvas que provocaram quedas de barreiras, inundações em estradas e zonas urbanas, deslizamento de terrenos, interdição de pontes e interrupção dos trens de passageiros da EFVM. Dos cinco distritos de Conselheiro Pena, três ficaram ilhados. Em 2015, a região passou a sofrer com a seca na Bacia do rio Doce. Em Governador Valadares, o rio Doce estava 20 centímetros abaixo do nível normal em fevereiro de 2015, provocando o início do racionamento de água. O transporte por meio de balsas em Governador Valadares foi atingido, gerando a suspensão das atividades de duas das quatro balsas que fornecem o sistema de transporte hidroviário. A captação de água em Governador Valadares e Belo Oriente foi drasticamente reduzida em 2016, devido a estiagem. Em 2017, a sequência de anos de estiagem severa fez com que o aquífero aluvionar que abastece à Região Metropolitana do Vale do Aço, começasse a apresentar sinais de redução de sua capacidade, como a seca de nascentes e lagoas. Diversas lagoas do médio rio Doce, onde está localizado um complexo de cerca de 100 lagoas, apresentavam níveis muito baixos ou estavam secas.

## Geografia
Até a década de 1920, as regiões hoje conhecidas chamadas de Vale do Rio Doce e Vale do Mucuri eram conhecidas como a "zona de mata" de Minas Gerais, devido à ocupação tardia em relação a outras áreas de Minas Gerais. No entanto, a delimitação dessa região tendo o rio Doce como marco referencial já ocorria desde o final do século XIX. No início do século XX outra denominação utilizada era "matas do rio Doce", que foi incorporada no decorrer do tempo à origem histórica, contexto sociocultural e aspectos geográficos. Posteriormente esse topônimo foi adotado pelas divisões regionais do Instituto Brasileiro de Geografia e Estatística (IBGE). Apesar do IBGE sempre ter levado em consideração o topônimo apenas para o estado mineiro, alguns municípios do Espírito Santo também se consideram informalmente como parte da região, como Colatina por exemplo. Em 1960, na divisão do Brasil pelo IBGE em "zonas fisiográficas", foi reconhecida a zona fisiográfica do Vale do Rio Doce.
Na divisão regional brasileira de 1968, foi instituída a mesorregião homogênea da Zona da Mata e Rio Doce Mineiro, que veio a ser fragmentada em onze microrregiões homogêneas com a revisão do quadro regional do país em 1976. Essa composição prevaleceu até a atualização das divisões regionais em 1989, quando foi extinta e sucedida pela "mesorregião do Vale do Rio Doce", composta pelas microrregiões de Aimorés, Caratinga, Governador Valadares, Guanhães, Ipatinga, Mantena e Peçanha. No entanto, o IBGE extinguiu as mesorregiões e microrregiões em 2017, criando um novo quadro regional brasileiro, com novas divisões geográficas denominadas, respectivamente, regiões geográficas intermediárias e imediatas. Segundo a nova divisão, o Vale do Rio Doce corresponde parcialmente às regiões geográficas intermediárias de Governador Valadares e Ipatinga.

### Relevo e hidrografia

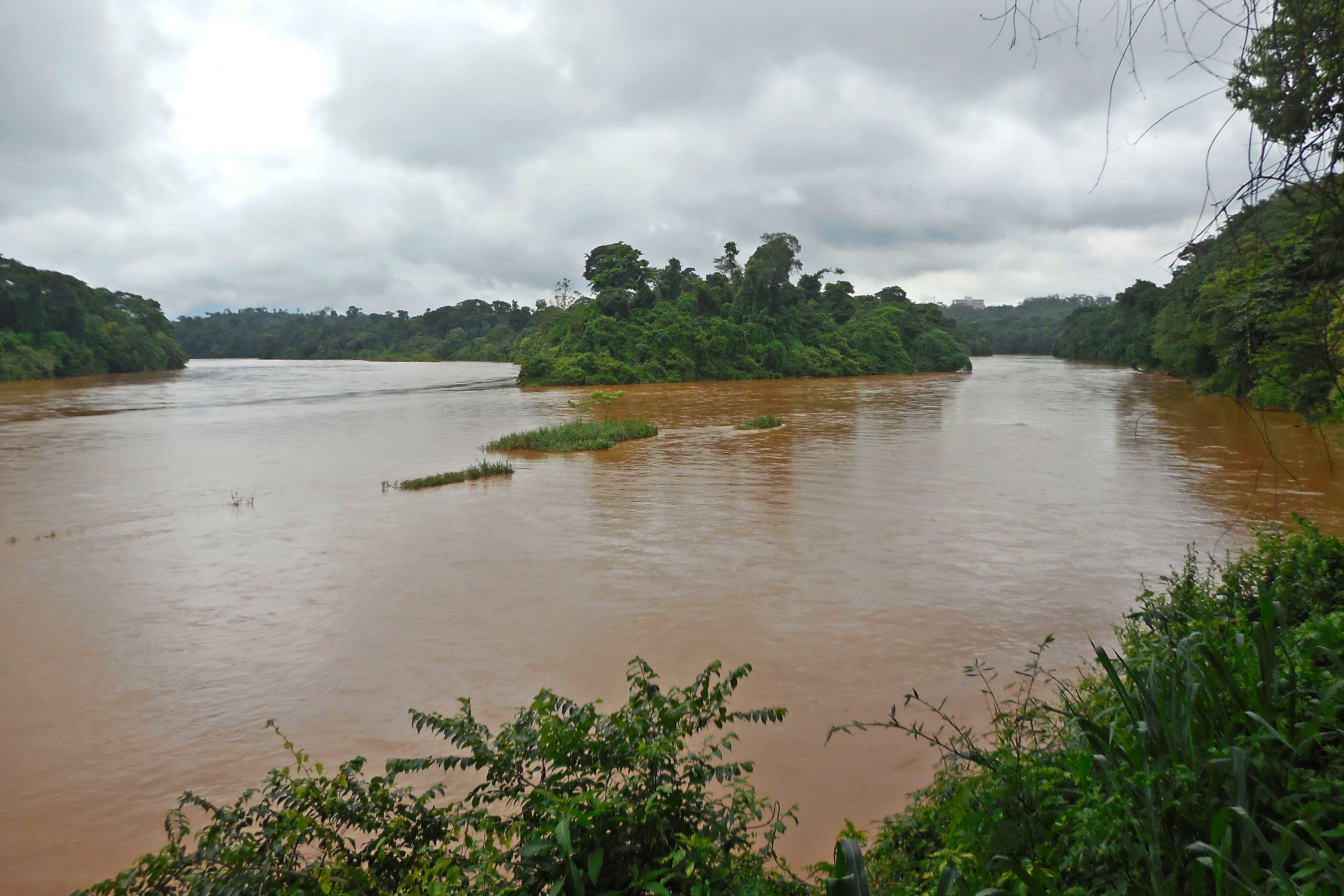
Foz do rio Piracicaba (à direita) no rio Doce, nas proximidades da zona urbana de Ipatinga.

Geograficamente, a região conhecida como Vale do Rio Doce consiste em um vale formado por duas depressões por onde corre o rio Doce, sendo uma interplanáltica e outra periférica. De modo geral essa área é delimitada pela região serrana do Espírito Santo e serras do Caparaó, Mantiqueira, Espinhaço, Negra, da Nogueira e dos Aimorés. O interior do vale apresenta um relevo predominantemente ondulado, com planaltos estreitos e diminuição da altitude na proximidade dos cursos hídricos. A altitude média varia de 600 a 2 000 metros, sendo que a depressão formada entre as cidades de Ipatinga e Aimorés concentra as menores elevações, variando de 76 a 220 metros. Já as bordas do vale, nas proximidades de suas limitações, apresentam as maiores altitudes e um relevo relativamente mais acidentado.
A região é drenada pela bacia do rio Doce, cujo curso principal é formado pelo encontro dos rios Piranga e do Carmo. O primeiro nasce na Serra da Mantiqueira, em território do município de Ressaquinha, na Zona da Mata, enquanto que o outro tem sua nascente na Serra do Espinhaço, em Ouro Preto. O curso percorre então 853 km até sua foz no Oceano Atlântico, apresentando uma área de drenagem de 83 400 km², dos quais 86% em Minas Gerais e o restante no Espírito Santo. Ao todo existe um total de 377 mil nascentes na bacia, sendo notável também a presença de pântanos e lagoas.
As principais sub-bacias que abrangem o Vale do Rio Doce são as dos rios Piranga, Piracicaba, Santo Antônio, Suaçuí Grande, Suaçuí Pequeno, Caratinga e Manhuaçu. Diferentemente do rio Doce, a maioria de seus afluentes possui um leito sinuoso, por conta do relevo acidentado e/ou ondulado. A bacia possui relevância no que se refere à geração de energia hidrelétrica. Em 2016 havia quatro usinas hidrelétricas operantes no rio Doce (Risoleta Neves, Baguari, Aimorés e Mascarenhas) e seis em seus afluentes, além de 29 centrais hidrelétricas (PCHs) e 148 pontos de aproveitamentos hidrelétricos.

### Clima

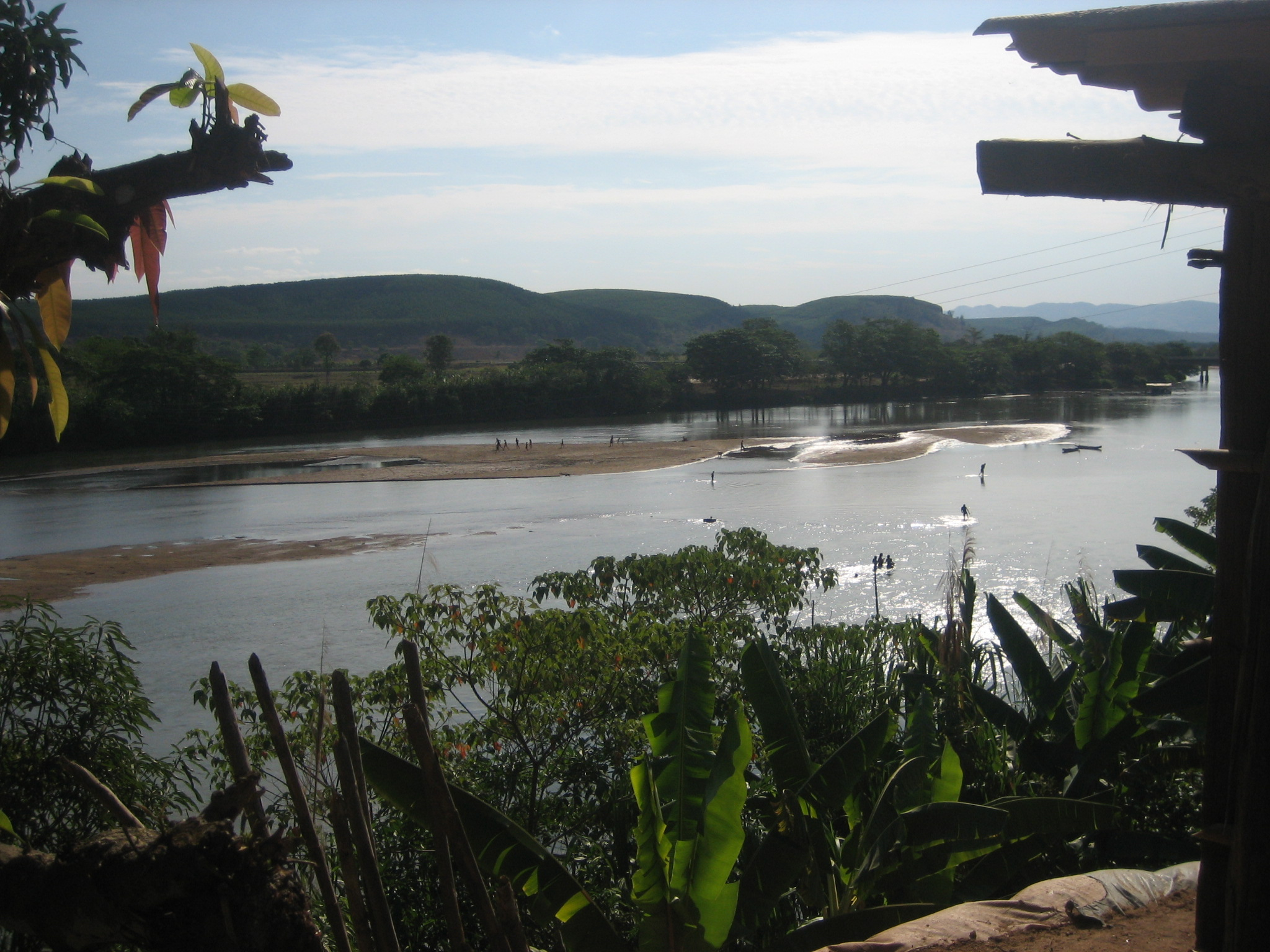
Bancos de areia no rio Santo Antônio, entre Belo Oriente e Naque, ao fim de uma estação seca.

O padrão climático de Minas Gerais se estabeleceu entre 970 e 600 anos AP, porém sua estabilização no Vale do Rio Doce ocorreu de forma relativamente tardia em comparação a outras áreas do estado, por volta de 8 ka AP. Em 18 ka AP, o clima era consideravelmente mais seco e cerca de 5 a 6 °C mais frio em relação à configuração do começo do século XXI, o que possibilitava o predomínio de campos. À medida que as condições se tornavam cada vez mais quentes e úmidas no início do Holoceno, os campos se propiciavam ao desenvolvimento florestal, mas no caso do leste mineiro sua posição latitudinal atrasou um pouco a consolidação da umidade, o que favoreceu o surgimento de savanas. No entanto, o aumento da umidade na região, devido à maior influência da umidade oriunda da Amazônia no clima do Sudeste brasileiro, fez com que a savana fosse substituída pela expansão da Mata Atlântica.
A topografia e a continentalidade da região interferem diretamente nas características climáticas do Vale do Rio Doce. Nos meses de inverno a presença do anticiclone do Atlântico Sul favorece o domínio da alta pressão, impedindo a elevação da umidade e configurando assim a estação seca. Nesse período também ocorre a intrusão de massas de ar polar, que dificultam a elevação das temperaturas e a formação de instabilidades. Ainda assim, o relevo é um prejudicador da atuação do ar polar e impede a manutenção de temperaturas médias baixas (menos de 18 °C) no mês mais frio do ano na maioria das altitudes abaixo dos 300 metros. No verão, por outro lado, a temperatura se eleva facilmente e a influência de instabilidades tropicais configura a estação das chuvas.
Ao mesmo tempo, a chuva é menos frequente nos fundos de vale, onde as médias de precipitação variam de 1 000 a 1 200 milímetros (mm) ao ano. Isso, em associação às temperaturas elevadas, sobretudo no verão, gera um alto valor de evaporação nesse domínio, que se define como tropical semiúmido (Aw, segundo a classificação climática de Köppen-Geiger). As regiões de Aimorés, Governador Valadares e do Vale do Aço, que se inserem nesse tipo, apresentam as maiores temperaturas. Por outro lado as maiores altitudes recebem os valores de precipitação anuais mais elevados, superiores a 1 200 mm, e possuem temperaturas médias menores, caracterizando uma notável porção do clima tropical de altitude. No entanto, tal domínio onde for encontrado na parte norte do Vale do Rio Doce se distingue pelo verão quente, classificando-se como Cwa, enquanto que no sul, onde dominam planaltos florestais, os verões são frescos e, dessa forma, o clima é designado como Cwb.
Apesar da divisão existente entre estação seca e chuvosa, períodos secos durante o verão, os chamados veranicos, ocorrem durante atuação em posição anormal do anticiclone do Atlântico Sul sobre o continente fora de época. Embora não sejam incomuns em meio à estação chuvosa, os intervalos secos em meio ao período chuvoso se tornaram mais frequentes e intensos a partir de meados da década de 1990, gerando uma irregularidade crescente na ocorrência das precipitações. A redução das chuvas afetou diretamente a disponibilidade hídrica da região, em associação ao desmatamento desenfreado, e esse conjunto de fatores propiciou o surgimento de áreas susceptíveis à desertificação na extremidade norte da bacia do rio Doce, como na região de Itambacuri. Com isso o Vale do Rio Doce passou a ser englobado pelo Monitor de Secas, coordenado pela Agência Nacional de Águas (ANA), com a intenção de acompanhar a evolução das secas nas áreas mais desfavorecidas com chuvas no Brasil.

### Ecologia e meio ambiente

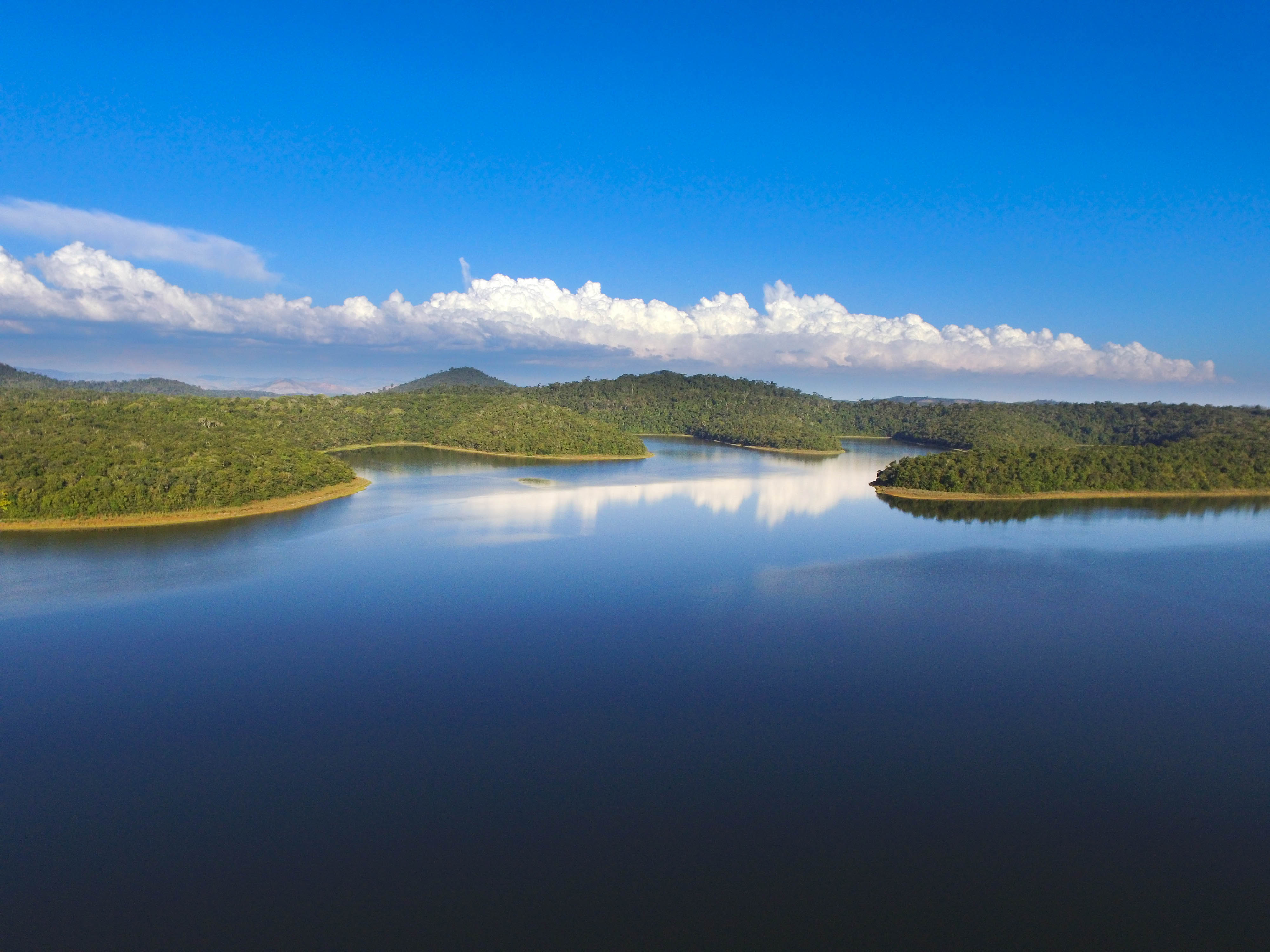
Lagoa Dom Helvécio, no interior do Parque Estadual do Rio Doce (PERD).

O bioma original predominante no Vale do Rio Doce é a Mata Atlântica, com pequena representação do Cerrado na extremidade oeste. No entanto, a cobertura do solo sofreu considerável alteração devido às intervenções antrópicas, cujo processo teve início no século XIX. O desmatamento tinha como objetivo ceder espaço às atividades agropecuárias, sendo intensificado no decorrer do século XX devido ao estabelecimento da atividade industrial. As usinas siderúrgicas instaladas em João Monlevade e na Região Metropolitana do Vale do Aço entre as décadas de 1930 e 50 demandaram a intensa extração de madeira para a produção de carvão destinado a alimentar os fornos das indústrias. No mesmo período as criações de gado também se expandiram consideravelmente, sobretudo na região de Governador Valadares, que possuía apenas 2,5% da Mata Atlântica nativa segundo dados de 1969. O cultivo do café foi um considerável fator para a supressão da cobertura vegetal original na região de Caratinga. Posteriormente muitas das áreas já desmatadas foram aproveitadas para o cultivo do reflorestamento com eucalipto com objetivo de abastecer as indústrias.
O uso do solo pelas pastagens foi agravado pela frequente utilização do fogo como forma de renovação, que gerou uma forte perda de nutrientes e o desgaste, propiciando a aceleração da erosão. A pecuária ainda ocupa cerca de 80% do uso do solo da bacia do rio Doce, ao passo que 3% da área é utilizada para a silvicultura industrial, expressa em grande parte pela monocultura do eucalipto com destino à produção de celulose. Em muitos casos, as empresas produtoras de celulose passaram a pagar a pequenos produtores para que cultivem o eucalipto em suas propriedades, ao invés de manterem suas lavouras para própria subsistência, onde as atividades econômicas predominantes giravam em torno da agropecuária e foram substituídas pelo extrativismo vegetal. A degradação ambiental é amplificada pela intensa atividade mineradora, em especial no Quadrilátero Ferrífero, onde se encontram vastas extensões de campos de exploração. A mineração industrializada favorece a geração de sedimentos que contribuem com o assoreamento de mananciais que posteriormente transmitem os detritos até o rio Doce.
A cobertura vegetal original, por sua vez, encontra-se restrita a pontos isolados de áreas não devastadas, com destaque ao Parque Estadual do Rio Doce (PERD), localizado no Vale do Aço. A reserva, de 35 973 hectares (h), abriga a maior reserva de Mata Atlântica de Minas Gerais e um dos maiores sistema lacustres do mundo, além de conter uma considerável biodiversidade. Também cabem ser ressaltados o Parque Estadual de Sete Salões (com 12 520,9 h) na região de Resplendor, o Parque Estadual do Rio Corrente (5 065 h) em Açucena, a RPPN Feliciano Miguel Abdala (957,58 h) em Caratinga e a Fazenda Macedônia (560 h reconhecidos como RPPN), administrada pela Cenibra, em Ipaba. O Vale do Rio Doce concentra 3% da área original da Mata Atlântica restante no Brasil, porém abriga 60% da sua diversidade ecológica, o que inclui 148 espécies de mamíferos, 393 espécies de aves, 142 espécies arbóreas e 37 espécies de anfíbios.

## Demografia

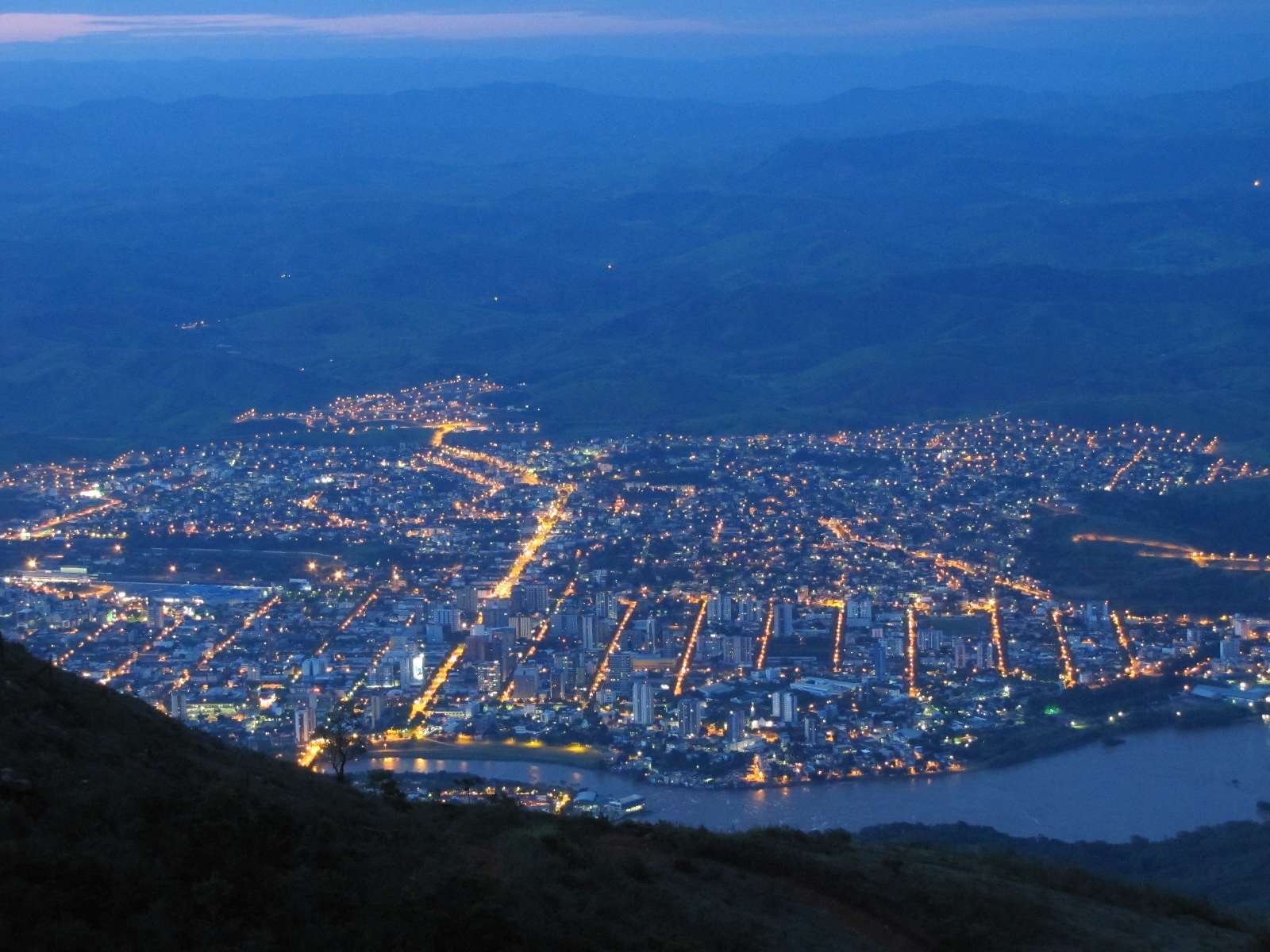
Vista noturna de Governador Valadares, município mais populoso do Vale do Rio Doce.

A população do Vale do Rio Doce, segundo dados Instituto Brasileiro de Geografia e Estatística (IBGE) relativos a 2016, era de aproximadamente 1,7 milhão de habitantes, cujo valor representava cerca de 8% do estado de Minas Gerais. Governador Valadares era o município mais populoso, com 279 665 habitantes, seguido por Ipatinga, com 259 324 habitantes. Do total de residentes, cerca de 500 mil habitavam a chamada Região Metropolitana do Vale do Aço, que envolve os municípios de Coronel Fabriciano, Ipatinga, Santana do Paraíso e Timóteo, o que equivale a 29% da população do Vale do Rio Doce. Sendo assim, 46% dos habitantes estão concentrados em apenas cinco dos 102 municípios incorporados pela região. No mesmo ano, 75,44% dos habitantes do Vale do Rio Doce residiam na zona urbana, enquanto que 24,56% estavam na zona rural.
A concentração demográfica está diretamente ligada ao processo de industrialização e desenvolvimento das principais cidades, onde ocorreu um súbito crescimento populacional, principalmente entre as décadas de 1930 e 60. Ao mesmo tempo, nos demais municípios de forma geral a população permaneceu relativamente estagnada, sobretudo em função da emigração dos moradores rumo às cidades que oferecem maiores oportunidades de emprego e renda. Cabe ressaltar, no entanto, que o Vale do Aço e principalmente Governador Valadares também registraram considerável emigração em busca de melhores oportunidades de renda. No caso valadarense, cerca de 27 mil habitantes haviam emigrado do município com destino a outros países, em especial para os Estados Unidos, até 1993.

## Composição e política
A região é formada por 102 municípios mineiros, sendo que a maioria dos municípios mineiros banhados pelo Rio Doce fazem parte da região. O Vale do Rio Doce corresponde parcialmente às regiões geográficas intermediárias de Governador Valadares e Ipatinga. Alguns municípios do Espírito Santo também se consideram como parte da região, como o de Colatina, por exemplo.
Na região, há a presença de organismos não-estatais dedicados a integração entre os municípios na região, sendo eles os consórcios intermunicipais de saúde e as associações microrregionais. Na região de Governador Valadares, há a presença da Associação dos Municípios da Microrregião do Médio Rio Doce (Ardoce), fundada em 1984 e atuando no desenvolvimento regional em diversos setores, e o Consórcio Intermunicipal de Saúde do Vale do Rio Doce (Cisdoce), fundado em 1996 é um organismo ligado a Ardoce e é dedicado a atuar na área de saúde. A RMVA possui como organismos a Associação dos Municípios do Vale do Aço (AMVA), atuando no desenvolvimento regional, e o Consórcio Intermunicipal de Saúde da Microrregião do Vale do Aço (Consaúde).

## Economia
O Produto Interno Bruto (PIB) da região do Vale do Rio Doce era de R$ 29.863.373.000 em 2015, correspondendo a 6,3% do PIB estadual. Mais da metade do PIB da região vem da Região Metropolitana do Vale do Aço (50,46%). Se adicionado ao PIB de Governador Valadares, se constata que 66,66% do PIB da região vem de apenas 6 municípios. Tem como atividades econômicas principais a indústria, mineração, agricultura, pecuária e a geração de energia elétrica. A Região Metropolitana do Vale do Aço constitui um dos principais polos industriais de Minas Gerais, onde estão localizados os núcleos da Aperam South America (em Timóteo), Cenibra (em Belo Oriente) e Usiminas (em Ipatinga). A região de Governador Valadares, por sua vez, é uma das mais representativas no campo da pecuária no estado. A maioria dos municípios da região tem por base econômica os setores primário e terciário.
A região, em comércio internacional, tem balança comercial positiva. Foram mais de 1,1 bilhão de dólares em exportações e mais de 440 milhões de dólares em importações em 2016. O principal produto exportado são as pastas químicas de madeira.

### Agropecuária

Gado bovino em Pingo-d'Água

A região de Governador Valadares é uma das regiões de maior destaque no setor primário no estado de Minas Gerais. Em um panorama regional, em comparação com as outras atividades econômicas, o setor primário não tem tanto destaque. A agropecuária, por exemplo, teve um rendimento mensal de 12,4 milhões de reais em 2017. Apesar disso, o setor primário realiza diversos eventos na região, com o intuito de promover o setor e que movimentam as economias dos municípios que sediam os eventos. Um exemplo é a Exposição Agropecuária de Governador Valadares (Expoagro), um evento tradicional em Governador Valadares, o maior em termos de faturamento no município.

### Indústria

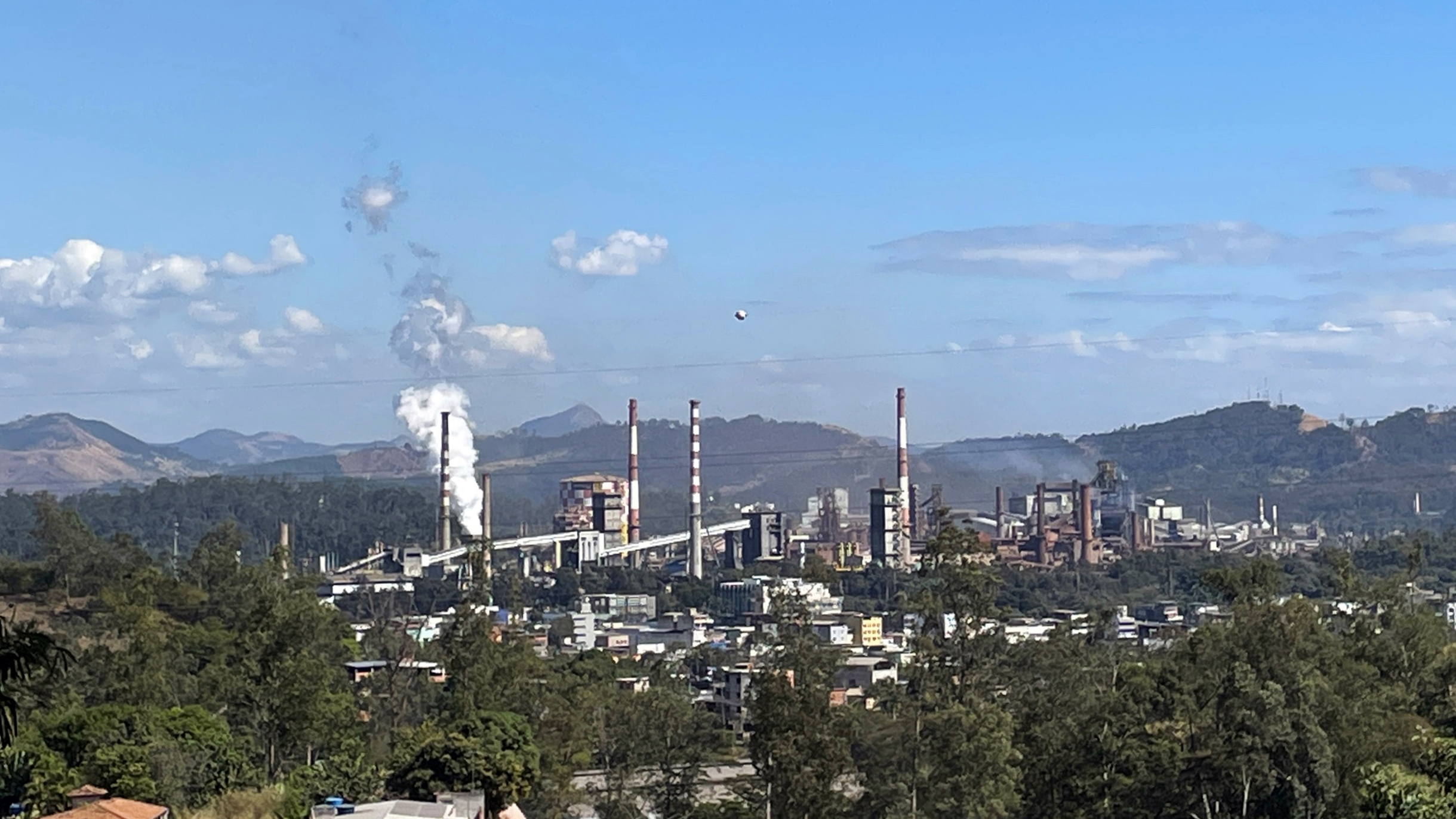
Vista parcial do núcleo industrial da Usiminas em Ipatinga.

A Região Metropolitana do Vale do Aço constitui um dos principais polos industriais de Minas Gerais, onde estão localizados os núcleos da Aperam South America (em Timóteo), Cenibra (em Belo Oriente) e Usiminas (em Ipatinga). Em toda a região, a indústria é um dos setores que mais gera empregos e com maior rendimento mensal médio, gerando mais de 37 mil empregos e mais de 84 milhões de reais por mês.
Entidades ligadas ao setor industrial tem atuação relevante na região. O principal exemplo é a Federação das Indústrias do Estado de Minas Gerais (FIEMG), que apoia e realiza iniciativas ligadas a educação e participa de articulações políticas de interesse do setor, além de realizar eventos ligados ao setor industrial na região.

### Comércio e prestação de serviços

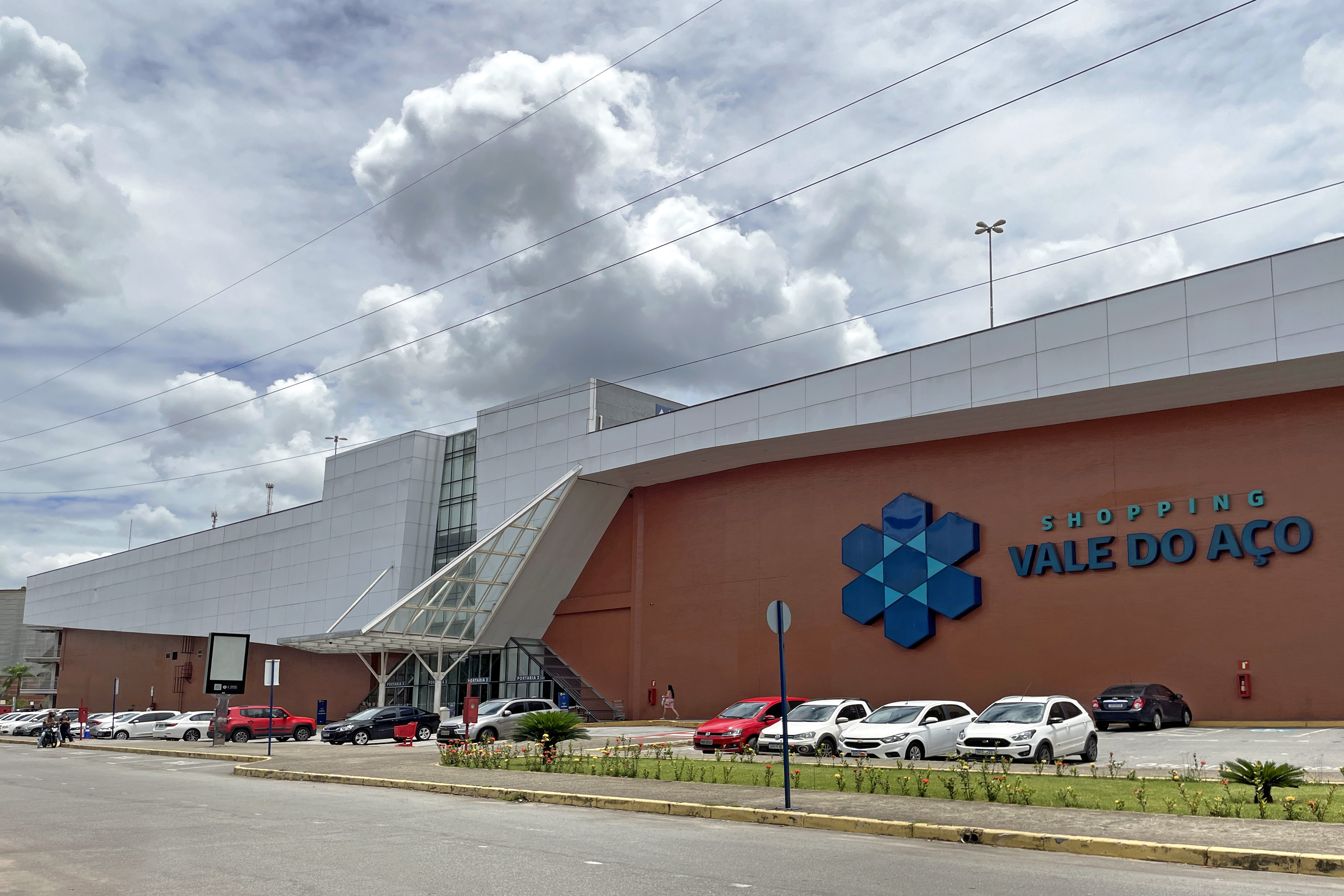
Vista parcial do Shopping Vale do Aço, em Ipatinga.

O setor de comércio e prestação de serviços, é um dos mais importantes em toda a região. O comércio é o maior gerador de empregos de todo o Vale do Rio Doce, com mais de 63 mil empregos e também rende, em média, mais de 83 milhões de reais por mês. O setor financeiro também é muito relevante na região, rendendo, em média, mais de 18 milhões de reais por mês e gerando mais de 3 mil empregos.
O comércio é o setor econômico com maior número de estabelecimentos na região do Vale do Rio Doce, com mais de 12 mil estabelecimentos. A região tem dois centros comerciais, sendo o mais relevante o Shopping Vale do Aço, em Ipatinga o maior centro de compras de todo o Vale do Rio Doce e um dos principais do interior mineiro. Outro centro comercial, o GV Shopping, em Governador Valadares, foi inaugurado em 2 de dezembro de 1999 e gerava 1 200 empregos diretos e 2 300 indiretos em 2014 em sua área total de 70 mil m², sendo não apenas uma das principais opções para a realização de compras como também de lazer e entretenimento.
O setor, assim como os outros, também realiza diversos eventos com o intuito de promover negócios. Um exemplo é a Expoleste, realizada em Governador Valadares e é a maior feira do setor na região do Vale do Rio Doce. A Expoleste realiza palestras, workshops e promove negócios durante sua realização.

## Infraestrutura

### Saúde
A região do Vale do Rio Doce possui, no total, mais de 2,98 mil leitos, 2,55 mil estabelecimentos de saúde e mais de 25 mil profissionais de saúde. O Hospital Márcio Cunha, administrado pela Fundação São Francisco Xavier (FSFX), em Ipatinga é referência em oncologia no estado de Minas Gerais. Uma obra de um hospital regional em Governador Valadares está paralisada e atenderia, se estivesse pronto, 86 municípios, com uma população total de mais de 1,5 milhão de habitantes.
De acordo com o ranking Connected Smart Cities 2018, Governador Valadares ocupa a 38º posição entre os 50 municípios do Brasil mais desenvolvidos em relação a saúde.

### Segurança e criminalidade
A segurança na região do Vale do Rio Doce é dada por diversos organismos. A Polícia Militar do Estado de Minas Gerais (PMMG), uma força estadual, é a principal responsável pela segurança na região. A atuação da PMMG no Vale do Rio Doce, assim como em todo o estado, é gerida pelas Regiões de Polícia Militar (RPMs), no caso do Vale do Rio Doce, a atuação é gerida pelas 8ª e 12ª RPMs, sediadas em Governador Valadares e Ipatinga, respectivamente. Cada uma das RPMs integram regiões integradas de segurança pública, junto com o Corpo de Bombeiros Militar de Minas Gerais e a Polícia Civil do Estado de Minas Gerais.
Os dados da criminalidade no Vale do Rio Doce são alarmantes. Os municípios de Taparuba e Mathias Lobato, localizados na região, são, respectivamente, os mais violentos de todo o estado de Minas Gerais. Além disso, Governador Valadares é a segunda cidade mais violenta entre os municípios com população acima de 100 mil habitantes no estado.

### Educação
A região do Vale do Rio Doce conta com mais de 117 mil alunos no Ensino Fundamental I, sendo o curso básico com maior número de matrículas na região. O curso superior com maior número de matrículas na região é o curso de direito, com mais de 7,7 mil matrículas. A instituição de ensino superior com maior número de matrículas é a Faculdade Pitágoras de Ipatinga, com mais de 8,5 mil matrículas.
Governador Valadares é considerado um relevante polo educacional em Minas Gerais, disponibilizando campi de diversas instituições de ensino superior, a exemplo dos campi da Faculdade Pitágoras, da Universidade Federal de Juiz de Fora (UFJF) e do Instituto Federal de Minas Gerais (IFMG), além do complexo da Universidade Vale do Rio Doce (Univale), que é um dos maiores do Vale do Rio Doce.

### Transportes

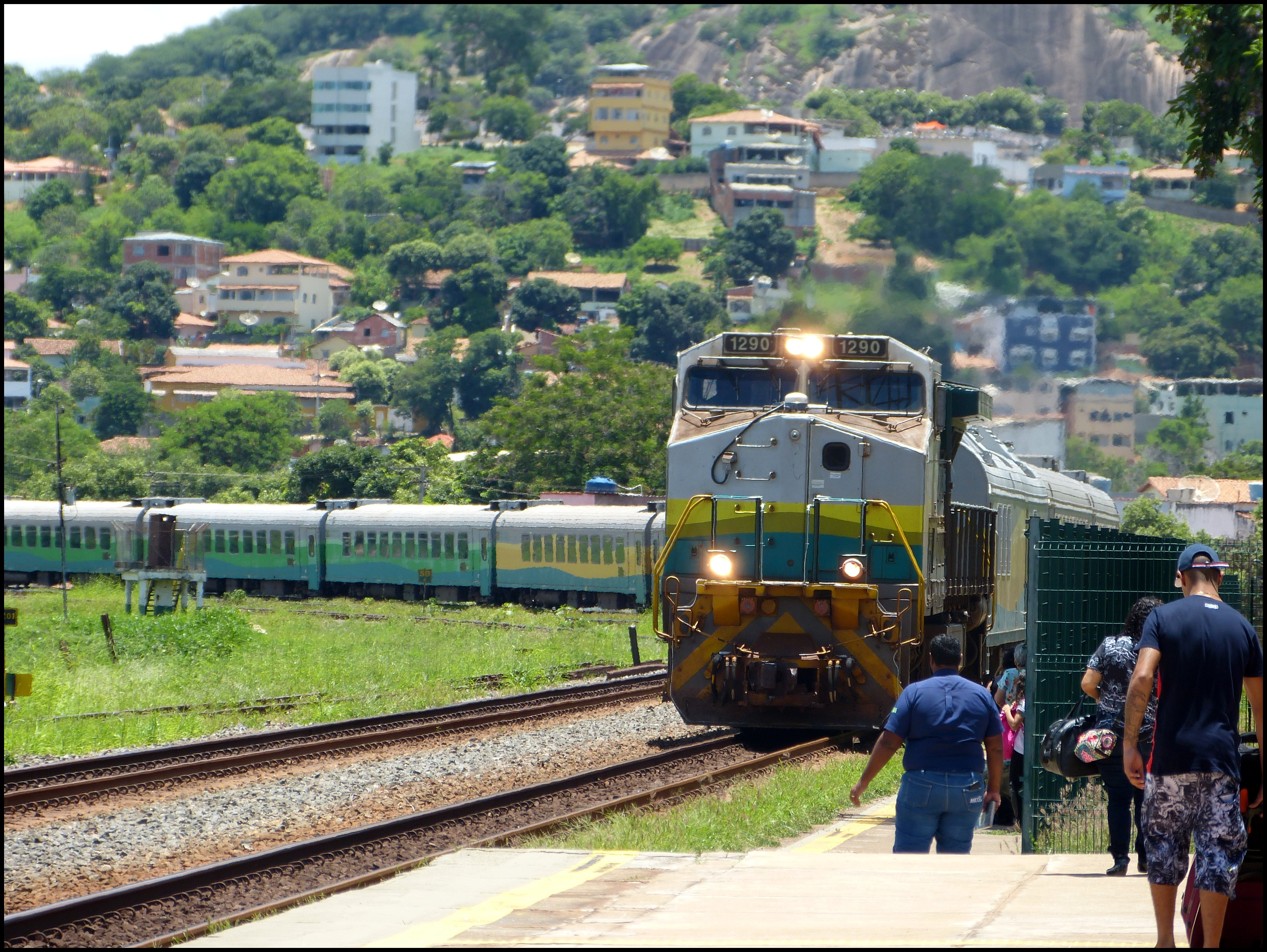
Trem de passageiros da ferrovia Vitória a Minas em Conselheiro Pena

A região do leste mineiro é atendida principalmente por duas rodovias: a BR-381 e a BR-116, sendo Governador Valadares atendida por ambas as rodovias. Em particular, Governador Valadares também é atendida pela BR-259. Atualmente, há um projeto de um terminal intermodal da VLI em Governador Valadares.
Em ferrovia, a região é atendida pela Estrada de Ferro Vitória a Minas (EFVM). A EFVM é utilizada para transporte de passageiros, para o escoamento da produção das indústrias do Vale do Aço e incentiva o turismo na região. Em 2014, o total de embarques de passageiros em Governador Valadares foi de 137 mil pessoas, enquanto os desembarques chegaram a 141 mil pessoas. Em Ipatinga, foram mais de 88 mil embarques e 89 mil desembarques.
Há um projeto de uma nova ferrovia ligando Minas Gerais e Espírito Santo que passará pela região, com um terminal de cargas em Governador Valadares.
O Aeroporto de Governador Valadares atende Governador Valadares com voos para Belo Horizonte. O Aeroporto Regional do Vale do Aço, localizado em Santana do Paraíso, atende ao Vale do Aço com voos diários para a Região Metropolitana de Belo Horizonte. O Aeroporto de Caratinga, localizado no município de Ubaporanga, no colar metropolitano do Vale do Aço, atende a região de Caratinga.

## Cultura

### Artes
O Vale do Rio Doce possui vários centros culturais e agentes promotores organizadores que promovem a arte na região. Um exemplo é o do Centro Cultural da Fundação Aperam-Acesita, localizado em Timóteo e está subordinado à Aperam South America, e oferece à população apresentações teatrais, oficinas, exposições e um museu da empresa.  Em Governador Valadares, a Bienal das Artes do Vale do Rio Doce promove, incentiva e divulga as obras de artistas da região. Diversos produtores e prefeituras da região receberam, em 2015, do Fundo Estadual de Cultura, 300 mil reais no total para aquisição de instrumentos musicais, realização de festivais, incentivo ao folclore, revitalização do patrimônio cultural e montagem de espetáculos.
O teatro se expressa por meio de artistas locais, que atuam tanto de forma individual como coletivamente, em apresentações e eventos locais. O Festival Nacional de Teatro de Valadares (FENTA), por exemplo, promovido pela administração pública de Governador Valadares com parcerias individuais, é um dos festejos específicos mais relevantes da área teatral do município, envolvendo uma programação que abrange apresentações de artistas de dentro e fora do município destinadas ao público de todas as idades. Realizado pela primeira vez em 2001, os espetáculos ocorrem em locais variados pela cidade.

### Turismo

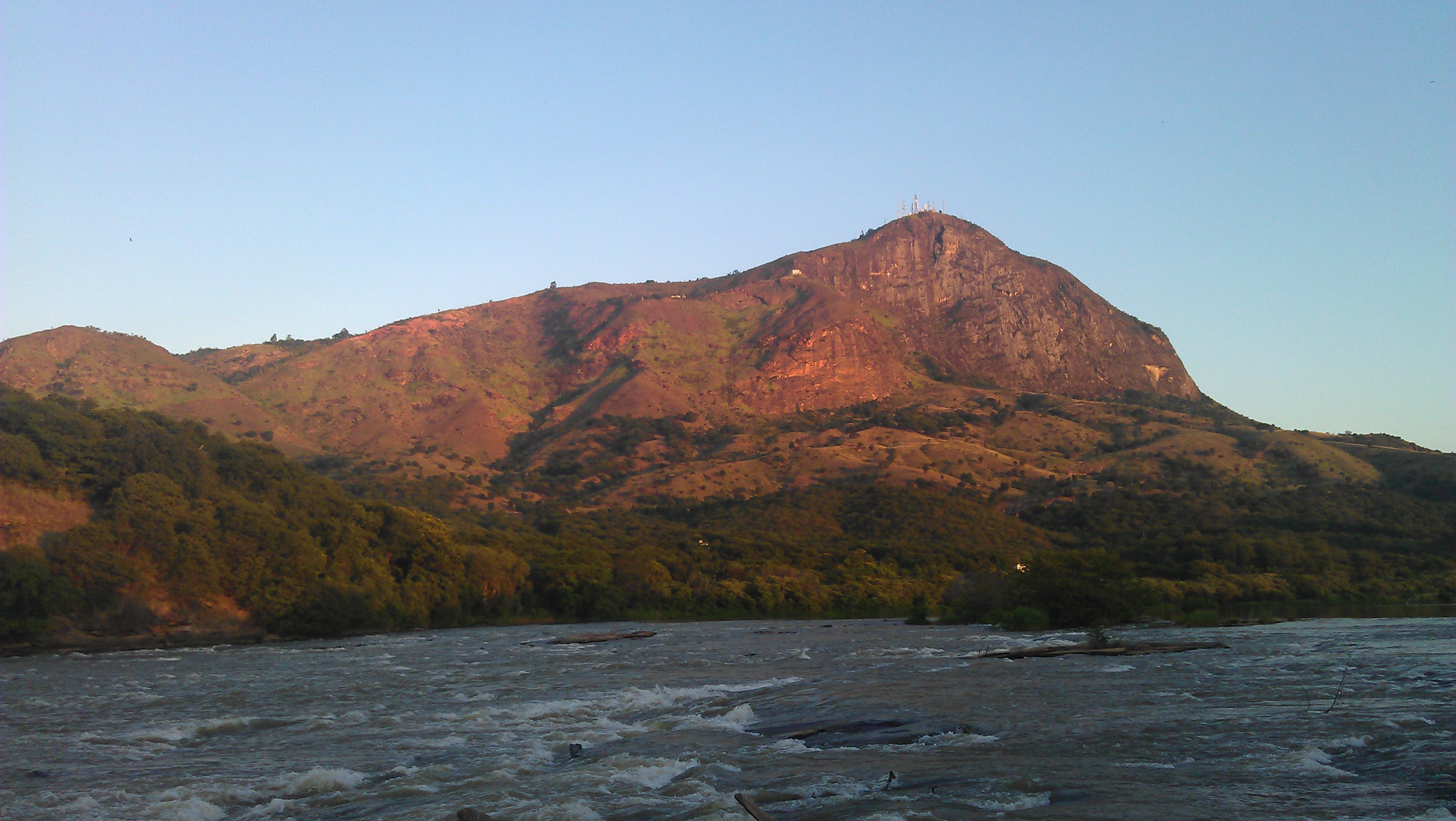
Pico da Ibituruna e o Rio Doce, em Governador Valadares.

A região do Vale do Rio Doce integra três circuitos turísticos. A região de Governador Valadares integra o Circuito Turístico Trilhas do Rio Doce, enquanto os municípios da Região Metropolitana do Vale do Aço (RMVA) integram o Circuito Turístico Mata Atlântica de Minas Gerais. O circuito Mata Atlântica de Minas Gerais possui altas reservas de Mata Atlântica e também integra o Parque Estadual do Rio Doce. Os municípios de Guanhães, Dores de Guanhães e Sabinópolis integram o circuito turístico Estrada Real.
A região possui atrações turísticas em bom número. Algumas das mais visitadas são o Pico da Ibituruna, em Governador Valadares, o Parque Estadual do Rio Doce, localizado em Timóteo e que contém grandes reservas de Mata Atlântica e o Parque Ipanema, em Ipatinga, e o Instituto Terra, em Aimorés. Em Caratinga, uma estátua do Menino Maluquinho, em homenagem a Ziraldo, é um importante atrativo turístico. Caratinga também possui a RPPN Feliciano Miguel Abdala. A Serra dos Cocais, em Coronel Fabriciano, oferece várias opções de lazer como eventos culturais, cachoeiras e caminhada.

### Esportes
A região do Vale do Rio Doce conta com diversos centros esportivos. Cabe ser ressaltada a Estação Olímpica, em Governador Valadares, que conta com piscinas semiolímpicas, vestiários, campo de futebol e pista de atletismo. Governador Valadares também recebe diversos eventos esportivos, como a Copa de Mountain Bike, campeonatos de parapente e asa-delta, Corrida Rústica e grandes eventos esportivos universitários.